# ویکتور مایخو
ویکتور مایخو (انگلیسی: Víctor Mollejo؛ زادهٔ ۲۱ ژانویهٔ ۲۰۰۱) بازیکن فوتبال اهل اسپانیا است.
از باشگاه‌هایی که در آن بازی کرده‌است می‌توان به باشگاه فوتبال اتلتیکو مادرید اشاره کرد.
وی همچنین در تیم ملی فوتبال زیر ۱۹ سال اسپانیا بازی کرده‌است.